# 治部れんげ
治部 れんげ（じぶ れんげ、1974年 - ）は、日本の女性ジャーナリスト、東京工業大学リベラルアーツ研究教育院准教授。

## 人物・経歴
1997年一橋大学法学部卒業。同級生だったPRプランナーの中川淳一郎とは大学時代からの知人。大学では刑事政策の福田雅章教授のゼミに所属していた。治部も、同ゼミでオウム真理教を取材したのをきっかけにジャーナリスト志望となる。大学の先輩の勧めで1997年に日経BP社に入社し、編集記者となる。『日経エンタテインメント!』誌に配属され、2000年に『日経ビジネス』に異動。
2006年から1年間、留学休暇制度を利用してフルブライト・プログラムでミシガン大学女性教育センターに客員研究員として留学し、アメリカ合衆国の共働き世帯の調査を行った。2013年4月昭和女子大学現代ビジネス研究所研究員に就任した。2014年からフリージャーナリストとなり、豊島逸夫事務所の副代表を務めた。
2017年から東京大学大学院情報学環客員研究員。2018年一橋大学大学院商学研究科修士課程修了、経営学修士（MBA）。2019年豊島区男女共同参画推進会議・女性活躍推進協議会会長。2021年東京工業大学リベラルアーツ研究教育院准教授、内閣府計画実行・監視専門調査会委員、東京都男女平等参画審議会委員、2022年日EU戦略的パートナーシップ協定チームリーダー、文部科学省日本ユネスコ国内委員会委員。
その他、昭和女子大学女性文化研究所特別研究員、LINEジャーナリズム賞特別アドバイザー、国際連合女性機関アンステレオタイプアライアンス日本支部アドバイザー、公益財団法人ジョイセフ理事、一般財団法人女性労働協会評議員、日本政府主催の国際女性会議WAW!（World Assembly for Women）アドバイザー等を歴任する。

## 著書
単著
- 『稼ぐ妻・育てる夫―夫婦の戦略的役割交換』勁草書房 (2009/4/20)
- 『ふたりの子育てルール』PHP研究所 (2012/4/17)
- 『炎上しない企業情報発信―ジェンダーはビジネスの新教養である』日本経済新聞出版社（2019/10/18）
- 『「男女格差後進国」の衝撃：無意識のジェンダー・バイアスを克服する』小学館（2020/10/6）
- 『ジェンダーで見るヒットドラマ : 韓国、アメリカ、欧州、日本』光文社新書（2021/6/15）
- 『きめつけないで！「女らしさ」「男らしさ」～みんなを自由にするジェンダー平等～：①女の子が意見をはっきり言うなんて！？ほか』汐文社（2021/12/20）

共著
- 小島慶子、山本恵子、白河桃子、治部れんげ、浜田敬子、竹下郁子、李美淑、田中東子 著、林香里 編『足をどかしてくれませんか。―メディアは女たちの声を届けているか』亜紀書房、2019年12月24日。ISBN 978-4750516257。
- 李美淑、小島慶子、治部れんげ、白河桃子、田中東子、浜田敬子、林香里、山本恵子『いいね! ボタンを押す前に―ジェンダーから見るネット空間とメディア』亜紀書房、2023年1月25日。ISBN 978-4750517810。

## 出演

### ネット番組
- ポリタスTV（YouTube、2020年8月31日）